# イスマエル・ドゥンガ
イスマエル・ドゥンガ（Ismael Dunga、1993年2月24日 - ）は、ケニアのサッカー選手。元ケニア代表。ポジションはフォワード。Jリーグ・カマタマーレ讃岐所属。

## 来歴
2018年夏、アルバニアのKSルフテタリ・ジロカストラに加入。
2021年1月25日、J1リーグのサガン鳥栖に加入することが発表された。強力な助っ人ストライカーとして期待されながらも、その期待に応えることは出来ず、結果シーズン通してリーグ戦の出場は途中出場9試合に留まり、ゴールは無かった。
2022年1月28日、カマタマーレ讃岐への期限付き移籍が発表された。同シーズン限りで讃岐への期限付き移籍期間は満了となり、同時に鳥栖も契約満了となった。
その後は香港の深水埗体育会やインドネシアのRANSヌサンタラFCでプレーしていたが、2024年12月30日、再びカマタマーレ讃岐に加入することが発表された。

### 代表
2021年11月、2022年ワールドカップカタール大会アフリカ2次予選でケニア代表メンバーとして初選出されたが、ベンチ入りのみで試合出場は無かった。

## Jリーグでの個人成績
| 国内大会個人成績 | 国内大会個人成績 | 国内大会個人成績 | 国内大会個人成績 | 国内大会個人成績 | 国内大会個人成績 | 国内大会個人成績 | 国内大会個人成績 | 国内大会個人成績 | 国内大会個人成績 | 国内大会個人成績 | 国内大会個人成績 |
| 年度             | クラブ           | 背番号           | リーグ           | リーグ戦         | リーグ戦         | リーグ杯         | リーグ杯         | オープン杯       | オープン杯       | 期間通算         | 期間通算         |
| 年度             | クラブ           | 背番号           | リーグ           | 出場             | 得点             | 出場             | 得点             | 出場             | 得点             | 出場             | 得点             |
| 日本             | 日本             | 日本             | 日本             | リーグ戦         | リーグ戦         | リーグ杯         | リーグ杯         | 天皇杯           | 天皇杯           | 期間通算         | 期間通算         |
| ---------------- | ---------------- | ---------------- | ---------------- | ---------------- | ---------------- | ---------------- | ---------------- | ---------------- | ---------------- | ---------------- | ---------------- |
| 2021             | 鳥栖             | 33               | J1               | 9                | 0                | 4                | 0                | 2                | 0                | 15               | 0                |
| 2022             | 讃岐             | 19               | J3               | 4                | 0                | -                | -                | -                | -                | 4                | 0                |
| 通算             | 日本             | 日本             | J1               | 9                | 0                | 4                | 0                | 2                | 0                | 15               | 0                |
| 通算             | 日本             | 日本             | J3               | 4                | 0                | -                | -                | -                | -                | 4                | 0                |
| 総通算           | 総通算           | 総通算           | 総通算           | 13               | 0                | 4                | 0                | 2                | 0                | 19               | 0                |

## タイトル
KFティラナ
- カテゴリア・スペリオレ: 2019-20